# 泗州戏
泗州戏，安徽淮河两岸地区地方传统戏剧，中国国家级非物质文化遗产之一。
泗州戏是安徽省四大剧种之一，原名拉魂腔，距今已有二百多年的历史。许多人认为它发源于苏北海州一带，原是当地农民以“猎户腔”和“太平歌”等民间曲调即兴演唱的小戏，后传入泗州并吸收当地民间演唱艺术，形成安徽的“拉魂腔”泗州戏。泗州戏唱腔念白有北方戏曲的激昂慷慨、南方戏曲的温柔舒缓；有难度极大的花腔和花舌及民间琴书的平实质朴。  
2006年5月20日，泗州戏经中华人民共和国国务院批准列入第一批国家级非物质文化遗产名录，遗产编号：Ⅳ—62。2019年11月，泗州戏项目列入中国国家级非物质文化遗产代表性项目保护单位名单

## 历史渊源
清代乾隆年间（1736年至1795年）在海州、盐城一带民间流行2种曲调，一种是反映农民丰收喜悦的太平调，一种是反映猎户猎后喜悦的猎户腔。当地民间音乐爱好者丘老、张老、葛老把2种曲调整理加工形成拉魂腔。三位老人，四处流浪卖唱。丘老到了淮北，又吸收当地民间音乐素材，广招艺徒，到了清朝末年，基本上形成了泗州戏板腔体系拉魂腔。
起初，只以单身艺人串门卖唱，清代末期，不但能演《雁门关》、《小金锁》、《打干棒》等小戏，还能演《皮秀英四告》等大戏，逐步从农村走进城市。
抗日战争期间，淮北行署多次组织泗州戏艺人集训，先后排演了《劝夫从军》、《送子参军》等现代剧，陈毅、彭雪枫等新四军领导在泗洪时都很爱看泗州戏。

新中国成立初期，泗洪县境内有家庭班子30多个，名声最响的有李家班、徐步俊班等。1955 年，李家班和丁家班合并，成立泗洪县泗州剧团，排演现代剧《小女婿》，首场演出轰动泗洪县。自此，泗州戏有了固定的演出场所，结束了走村串户的流浪游击演出。
50年代初，泗州戏首次赴京演出，郭沫若称赞为“它是淮北人民的一朵花”。梅兰芳称赞泗州戏中的“压花场”这一舞蹈动作, 在全国300多个地方剧种中，还不曾看到过，说它是泗州戏的艺术结晶，值得学习。
1965年，泗洪县地方剧团成立。1977年招收的一批新学员，如今多数都在剧团中挑起大梁。

## 文化特征

### 题材类型
在泗州戏的初期阶段一无剧本，二无曲谱， 全靠老艺人口授。形成班组后，演出剧目分三类：
一类是泗州戏剧种传统大戏《大书观》、《四告》、《樊梨花点兵》等，有固定唱词和对白。
二类是吸收、移植其他剧种大戏，如《十二寡妇征西》《双玉蝉》、《恩仇记》等，属水词之类（没有固定唱词）。
三类是没有固定的唱词和对白，只是根据老艺人说出的戏路子，分配角色，学员便登台演唱了。这是老艺人采用幕表制，用说戏的方法，编排的连本大戏。剧目有《呼延庆打擂》、《罗元下山》、《雷宝童投亲》等。演员在台上的唱词多半是传统剧目中的“篇子”、“娃子”和“羊子”，更需要临台编出唱词，依靠演员经验，触景生情，望风采柳，即兴发挥，可长可短。

### 艺术特征

#### 声腔
主要板式有慢板、行板、 数板、垛板、紧板、死板、连板等。主要唱调有泗州调、海州腔、主腔、射腔、衣呦调、雷得调、扬腔、基本腔、叶里藏花等。它随意性很强，常常是唱中夹说，说中夹唱，故名怡心调。唱腔落音处，女腔常用小嗓子翻高八度，男腔加入衬词拖后腔。道白基本用苏北方言，道白、唱词直白诙谐，口语化。生活小戏，白口用苏北方言：袍带戏，用方言韵白。唱腔一律用方言

#### 行当
分生（大生、小生、老生）。头（老头：即老旦，二头：即青衣，小头：即花旦）。丑（文丑、武丑、老丑、小丑、奶丑）。

#### 表演
其表演在说唱基础上大量吸收民间的“压花场”、“小车舞”、“旱船舞”、“花灯舞”、“跑驴”等舞蹈表演形式，受戏曲程式规范的影响不大，带有明快活泼、质朴爽朗、刚劲泼辣的特点，充满浓郁的皖北乡土气息。演出时有许多独特的身段和步法，如四台角、旋风式、剪子股、仙鹤走、百马大战、抽梁换柱、燕子拨泥、怀中抱月、凤凰双展翅等，演员必须注意手、眼、腰、腿、步等各部位的协调与配合。

#### 乐器
以弹拨乐器为主，最初仅一只土琵琶（如同缩小了的琵琶，由泗州戏艺人自己制作，柳木做身，泡桐木做面板，高粱秆做品，两根丝弦，亦称柳叶琴。只能演奏一个半八度音程，无半音品，音域少）和一只梆子。70年代形成社团后改用四弦柳琴、二胡、三弦、扬琴、竹笛、笙等。伴奏技巧分捧、送、闪、托、衬等手法。打击乐器有四大件：板鼓、大锣、镲、小锣。

## 代表曲目
泗州戏代表剧目：大戏有《鲜花记》《空棺记》《大书观》《钓金龟》《破洪州》《罗鞋记》等50多出；小戏有《打面缸》《挡马》《双下山》《喝面叶》《英台劝架》《拾棉花》等60多出；加工整理剧目:《恩仇记》《双玉蝉》《十二寡妇征西》《十五贯》《合家欢》等30多出；创作剧目有《风展红旗》《稻花香》《半条意见》《战斗在洪泽湖畔》《青阳红霞》等。